# Квантовая вероятность
Квантовая вероятность (некоммутативная вероятность) — некоммутативный аналог классической (колмогоровской) теории вероятности и теории стохастических процессов.
Некоммутативным случайным процессом называется случайный процесс над C*-алгеброй B с множеством значений параметра {\displaystyle T} как совокупность из C*-алгебры A, семейства {\displaystyle {J(t):t\in T}} гомоморфизмов алгебры B в A и состояния {\displaystyle \omega } на A.
Приведенное определение некоммутативного случайного процесса таково, что может использоваться в квантовой теории открытых систем. Оно может рассматриваться как некоммутативный аналог классического случайного процесса в смысле Дуба и Мейера.
Исследования моделей открытых квантовых систем восходят к пионерской работе Н. Н. Боголюбова и Н. М. Крылова 1939 года. Лежащие в основе стохастические структуры были открыты и изучены значительно позже. Главной трудностью оказался вопрос о правильном определении понятия квантового случайного процесса. Значительный прогресс в этом вопросе был связан с введением понятия квантовой динамической полугруппы, предложенного А. Коссаковским, а затем развитого Г. Линдбладом (см. Уравнение Линдблада).
Квантовые динамические полугруппы являются некоммутативным обобщением полугруппы отображений операторов в теории марковских случайных процессов. Эта полугруппа описывает эволюцию квантовой системы, определяемую только настоящим состоянием системы, то есть эволюцию без памяти о прошлых состояниях. Такие полугруппы удовлетворяют дифференциальным уравнениям, которые являются некоммутативными обобщениями уравнений Фоккера — Планка или Колмогорова — Чепмена.
Квантовым (некоммутативным) вероятностным пространством называется пара (A,{\displaystyle \omega }), где A является *-алгеброй и {\displaystyle \omega } является состоянием.
Это определение является обобщением вероятностного пространства в классической (колмогоровской) теории вероятностей, в том смысле, что каждое классическое вероятностное пространство порождает квантовое вероятностное пространство, если в качестве A выбрана *-алгебра ограниченных комплекснозначных измеримых функций.